# United States Army War College

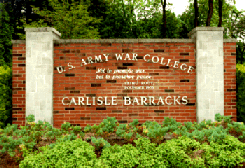
United States Army War College

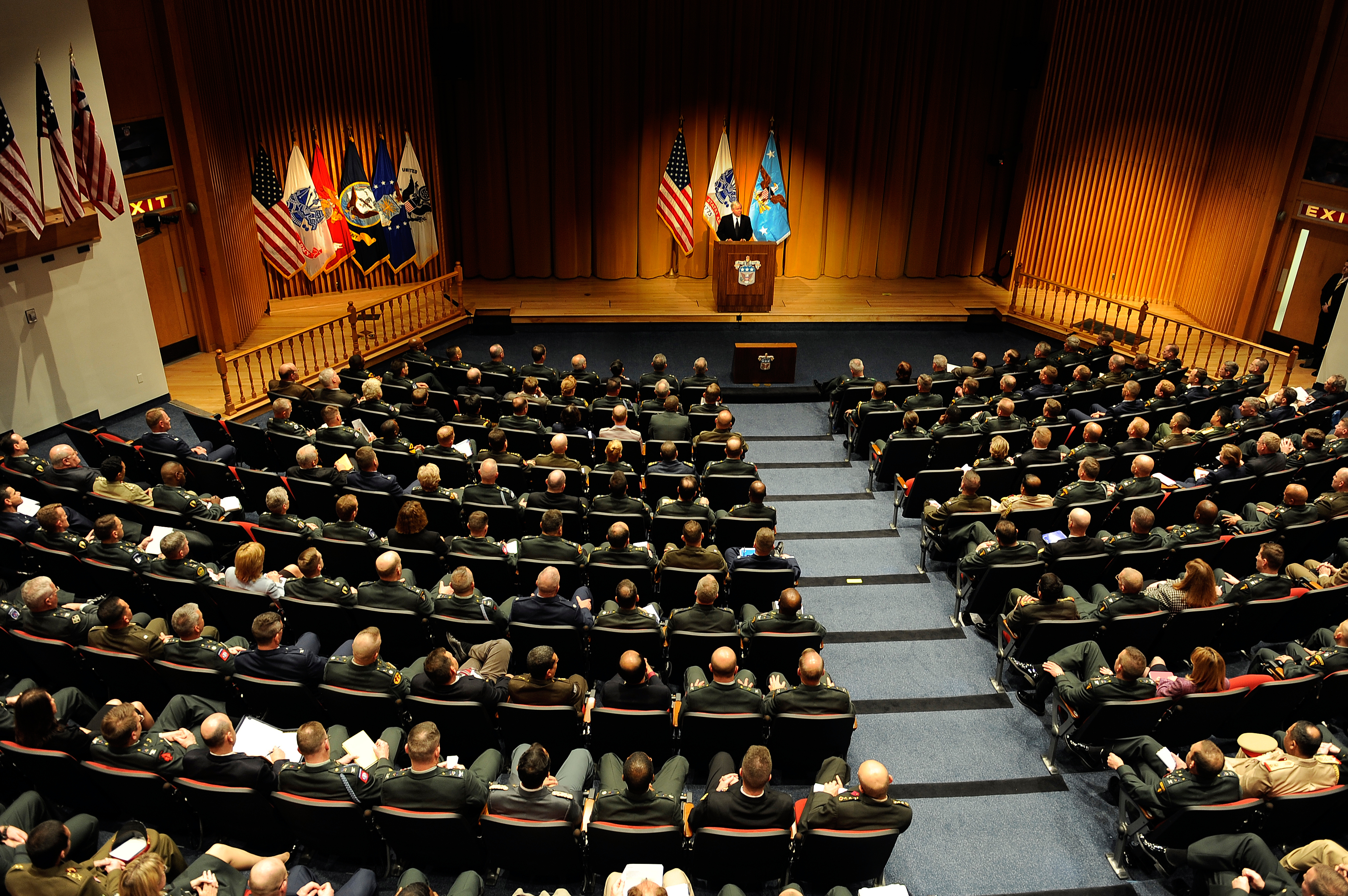
Robert Gates spreekt tot het United States Army War College

Het Army War College is een militaire school in de VS. Het ligt in Carlisle (Pennsylvania) op een campus van 2 km2 op het oude fort, dat dateert uit 1770. De doelgroep is hoogopgeleid militair of burgerpensoneel en bereidt hen voor op strategisch belangrijke posten. Het is het hoogste militaire college in de VS.
De school heeft twee functies. Een groot deel van de lessen gaat over onderzoek, maar de studenten worden ook onderricht in strategie, leiderschap en internationale operaties.
Ongeveer 600 studenten kunnen tegelijk de cursussen volgen. De helft daarvan in een 2 jaar durend internetprogramma, de andere helft krijgt 10 maanden les op de campus. Het college geeft de afgestudeerden, zowel de burgers als de militairen, een master in strategische studies.
Het merendeel van de studenten, die les kregen op de campus, was van de landmacht, maar er zijn altijd officieren uit alle takken van het leger, burgers (o.a. van het Pentagon, State Department, NSA), en een aantal officieren uit het buitenland.
De gemiddelde leeftijd van de studenten is 40-45 jaar. De meesten hebben de rang luitenant-kolonel. De legerofficieren moeten al geslaagd zijn aan het Army Command and General Staff College.

## Geschiedenis
Het college werd op 27 november 1901 gesticht door de minister van oorlog Elihu Root. President Theodore Roosevelt legde de eerste steen van het gebouw in 1903. De eerste directeur was generaal Tasker H. Bliss. De eerste studenten kwamen aan in 1904, toen nog in de Washington Barracks, in Washington D.C.. Het bleef daar tot 1940, toen werd het gesloten wegens de Tweede Wereldoorlog. In 1950 opende het college opnieuw zijn deuren in Fort Leavenworth. Later dat jaar verhuisde het naar zijn huidige locatie.

## Beroemde leerlingen
- Omar Bradley
- Dwight Eisenhower
- Tommy Franks
- George Patton
- John Pershing
- Norman Schwarzkopf jr.